# Cetopsidium
Cetopsidium – rodzaj słodkowodnych ryb sumokształtnych z rodziny Cetopsidae. 

## Zasięg występowania
Północna część Ameryki Południowej.

## Klasyfikacja
Gatunki zaliczane do tego rodzaju:
- Cetopsidium ferreirai
- Cetopsidium minutum
- Cetopsidium morenoi
- Cetopsidium orientale
- Cetopsidium pemon
- Cetopsidium roae
- Cetopsidium soniae

Gatunkiem typowym jest Pseudocetopsis orientale (=C. orientale).